# Pattinaggio di figura al VII Festival olimpico invernale della gioventù europea
Le gare di pattinaggio di figura al VII Festival olimpico invernale della gioventù europea si sono svolte dal 24 al 28 gennaio 2005 a Monthey, in Svizzera.
Sono state disputate una gara maschile e una gara femminile, per un totale di 2 gare.

## Podi

### Ragazzi
| Evento  | Oro                | Argento    | Bronzo           |
| Singolo | Adrian Schultheiss | Kim Lucine | Nikita Mikhailov |

### Ragazze
| Evento  | Oro              | Argento             | Bronzo          |
| Singolo | Angelina Turenko | Nicole Della Monica | Kateryna Proida |